# Manifestations jordaniennes de 2018

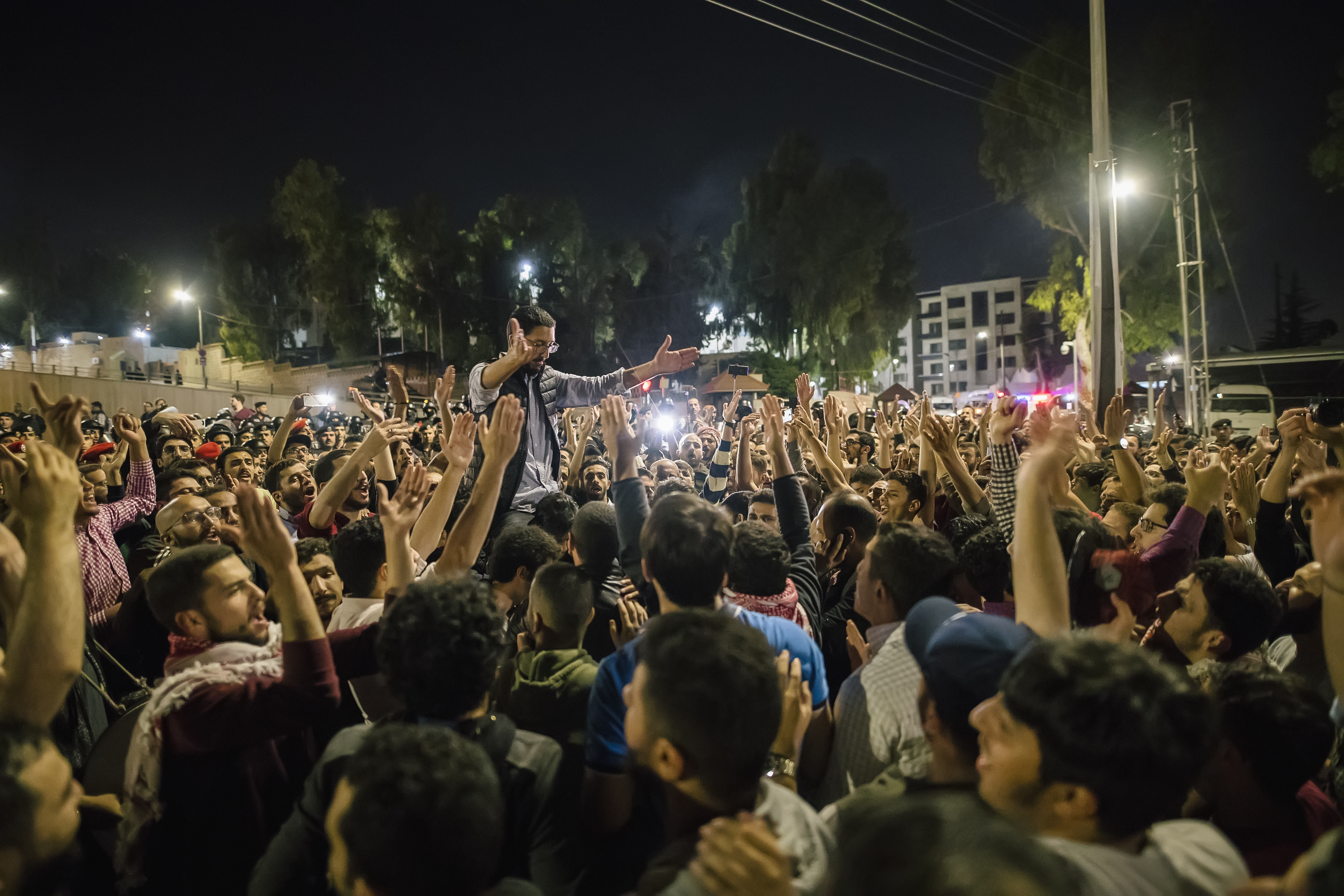
Manifestation à Amman.

Les manifestations jordaniennes de 2018 commencent sous la forme d'une grève générale organisée par plus de 30 syndicats le 30 mai 2018 après que le gouvernement de Hani Mulki ait soumis une nouvelle loi fiscale au Parlement. Le projet de loi fait suite aux mesures d'austérité soutenues par le FMI et adoptées par le gouvernement Mulki depuis 2016 qui visent à lutter contre la dette publique croissante de la Jordanie. Bien que la Jordanie ait été relativement indemne des violences qui ont balayé la région après le printemps arabe de 2011, son économie est touchée par les troubles environnants et par l'afflux d'un grand nombre de réfugiés syriens dans le pays. La Jordanie accueille également un important contingent de réfugiés irakiens (en) et palestiniens, ce qui pèse encore plus sur ses finances. Le HCR place la Jordanie au deuxième rang mondial pour le nombre de réfugiés par habitant.
Le lendemain de la grève du 31 mai, le gouvernement augmente les prix du carburant et de l'électricité en réponse à une augmentation des prix internationaux du pétrole. Cela conduit des foules de manifestants à affluer sur le 4e cercle, à Amman, près des bureaux du Premier ministre. D'autres Jordaniens se rassemblent également à travers le pays pour protester. Le 1er juin, le roi Abdallah intervient et ordonne le gel des hausses de prix ; le gouvernement acquiesce mais déclare que la décision coûtera 20 millions de dollars au Trésor. Les manifestations se poursuivent pendant quatre jours jusqu'à ce que Mulki présente sa démission au roi le 4 juin, et que Omar Razzaz, son ministre de l'Éducation, devienne Premier ministre. Les protestations ne cessent qu'après que Razzaz annonce son intention de retirer la nouvelle facture fiscale.
Les manifestations ne sont pas menées par des groupes d'opposition traditionnels comme les Frères musulmans ou la gauche, mais par des foules diverses des classes moyennes et pauvres. Bien que certains manifestants incendient des pneus et bloquent des routes plusieurs nuits, les manifestations sont en grande partie pacifiques et peu de victimes sont signalées.

## Contexte
La dette extérieure totale de la Jordanie en 2011 est de 19 milliards de dollars, soit 60 % de son PIB. En 2016, la dette atteint 35,1 milliards de dollars représentant 93 % de son PIB. Cette augmentation substantielle est attribuée aux effets de l'instabilité régionale résultant du printemps arabe provoquant : une diminution de l'activité touristique, diminution des investissements étrangers, augmentation des dépenses militaires, attaques contre le gazoduc égyptien alimentant le Royaume, l'effondrement du commerce avec l'Irak et la Syrie, les dépenses liées à l'accueil de 1,4 million de réfugiés syriens et les intérêts accumulés sur les prêts. Selon la Banque mondiale, les réfugiés syriens coûtent à la Jordanie plus de 2,5 milliards de dollars par an, soit 6 % du PIB et 25 % des revenus annuels du gouvernement. L'aide étrangère ne couvre qu'une petite partie de ces coûts, tandis que 63 % des coûts totaux sont couverts par la Jordanie.
Le roi Abdallah avertit en janvier 2016 que les Jordaniens ont atteint "un point d'ébullition", et appelle les pays donateurs à fournir davantage à la Jordanie pour l'aider à faire face aux crises. Il déclare à la BBC dans une interview que "dans la psyché du peuple jordanien, je pense que le point d'ébullition est arrivé, tôt ou tard le barrage va éclater". La Jordanie accueille historiquement des réfugiés, des Palestiniens en 1948 et 1967, des Irakiens pendant l'invasion américaine et maintenant des Syriens, qui représentent environ 20 pour cent des 9,5 millions d'habitants de la Jordanie, et, selon Abdullah, "Pour la première fois, nous ne pouvons pas le faire plus.",. Le HCR place la Jordanie au deuxième rang mondial pour le nombre de réfugiés par habitant.
L'augmentation de la dette publique jordanienne conduit le Premier ministre Hani Moulki en 2016 à négocier une facilité de prêt de 732 millions de dollars sur trois ans avec le Fonds monétaire international, qui ferait passer la dette publique de 95 % du PIB à 77 % d'ici 2021. Le programme d'austérité augmente les prix de plusieurs denrées alimentaires de base en 2016 et 2017, le rendant très impopulaire dans le pays. Le programme réussit à empêcher la dette de dépasser 95% en 2018, mais il met à rude épreuve la faiblesse de l'économie jordanienne.
En outre, l'aggravation des conditions de la Jordanie est une décision des pays du golfe Persique, comme l'Arabie saoudite et les Émirats arabes unis, de retenir 1 milliard de dollars d'aide économique annuelle destinée à la création d'emplois et la croissance économique a entravé les finances de la Jordanie, qui n'a pas les moyens de ressources naturelles de ses voisins, accumulant un taux de chômage de 18% et un taux de pauvreté beaucoup plus élevé.
Un rapport du 22 mars 2018 de la Fondation Carnegie pour la paix internationale commente les politiques de Mulki : "Mulki a déclaré ouvertement que ses prédécesseurs avaient laissé le pays au bord de l'insolvabilité et que l'échec à prendre des mesures draconiennes pour augmenter les revenus conduirait à une crise de la dette qui détruirait le pays. Et il a raison. Ce qui est plus douteux, c'est l'affirmation de Mulki selon laquelle la Jordanie «sortira du goulot d'étranglement» en 2019. Alors que les mesures visant à augmenter les impôts et à réduire les subventions font gagner du temps, elles laissent la Jordanie lutter pour rester à flot et tributaire du flux continu d'aides importantes.".
Le 22 mai, le Cabinet jordanien a approuvé un nouveau projet de loi proposant des modifications à la loi sur l'impôt sur le revenu de 2014. Le projet visait à lutter contre l'évasion fiscale et à augmenter les impôts de certains secteurs et particuliers.
| Secteur                                  | Actuel | Proposition |
| ---------------------------------------- | ------ | ----------- |
| Banque                                   | 35%    | 40%         |
| Sociétés minières                        | 24%    | 30%         |
| Compagnies d'assurance et de réassurance | 24%    | 40%         |
| Sociétés financières et de crédit-bail   | 24%    | 40%         |

| Salaire (JOD) | Actuel | Proposition |
| ------------- | ------ | ----------- |
| 1–5000        | 7%     | 5%          |
| 5,001–10000   | 7%     | 10%         |
| 10001–15000   | 14%    | 15%         |
| 15001–20000   | 14%    | 22%         |
| + de 20001    | 20%    | 25%         |

## Protestations
Les manifestations commencent sous la forme d'une grève générale organisée par plus de 30 syndicats le 30 mai 2018 après la soumission du nouveau projet de loi fiscale au Parlement. Le lendemain de la grève du 31 mai, le gouvernement augmente les prix du carburant et de l'électricité en réponse à une augmentation des prix internationaux du pétrole. Cela conduit des foules de manifestants à affluer sur le 4e cercle, à Amman, près des bureaux du Premier ministre. D'autres Jordaniens se rassemblent également à travers le pays pour protester. Bien que les manifestations soient en grande partie pacifiques et organisées après les heures de clarté pendant le ramadan, certains manifestants mettent le feu aux pneus et bloquent les routes plusieurs nuits. Ces manifestations ne sont pas menées par des groupes d'opposition traditionnels comme les Frères musulmans ou la gauche, mais par des foules diverses des classes moyennes et pauvres. Le 1er juin, le roi Abdallah intervient et ordonne le gel des hausses de prix ; le gouvernement acquiesce mais déclare que la décision coûtera 20 millions de dollars au Trésor. Les manifestations se poursuivent pendant quatre jours jusqu'à ce que Mulki présente sa démission au roi le 4 juin, et que Omar Razzaz, son ministre de l'Éducation, soit nommé Premier ministre.
Il est rapporté le 6 juin que des centaines de personnes manifestent encore à Amman. Le même jour, certains syndicats organisent un débrayage national, tandis que d'autres se retirent à la suite de la nomination de Razzaz . Ce débrayage comprend des magasins, des universités, des bureaux, des écoles et des hôpitaux,,.

## Résultats
Le 7 juin, Omar Razzaz rencontre les dirigeants syndicaux et accepte de retirer le projet de loi fiscale dès qu'un nouveau cabinet aura prêté serment. À la suite de cette annonce, les manifestations dans la zone du 4e cercle d'Amman s'arrêtent.
Les dirigeants de l'Arabie saoudite, des Émirats arabes unis et du Koweït invitent le roi Abdallah le 11 juin à un sommet dans la capitale saoudienne. Il est annoncé que les pays du Golfe avaient promis 2,5 milliards de dollars d'aide directe et indirecte sur 5 ans. La majeure partie du montant doit être déposée à la Banque centrale de Jordanie pour soutenir la part de la Jordanie en devises étrangères, tandis que le reste ira à des projets de développement et une plus petite partie à un soutien budgétaire direct.
Le Qatar, dont la Jordanie a retiré son ambassadeur en juin 2017 dans le cadre du boycott du Qatar dirigé par l'Arabie saoudite, envoie son ministre des Affaires étrangères trois jours plus tard annoncer 500 millions de dollars d'investissements en Jordanie. Le Qatar promet également d'employer 10 000 Jordaniens dans son pays pour lutter contre le chômage des jeunes jordaniens.